# Spitzenschneider
Der Spitzenschneider ist eine Vorrichtung in einer Papiermaschine zum Durchtrennen der laufenden Papier- oder Kartonbahn.
Andere Anwendungsgebiete sind der Papiermaschine nachgeschaltete Anlagen, wie beispielsweise Streichmaschinen, Rollenschneider oder Umroller.
Seinen Namen erhält der Spitzenschneider vom Schnittbild der getrennten Bahn. 

## Funktion
Ein Verschiebewagen ist auf einem Balken montiert, der über oder unter der Papierbahn auf gesamter Maschinenbreite angebracht wird. Im Verschiebewagen befindet sich auf Höhe der Papierbahn eine Kreissäge. Wenn der Spitzenschneider betätigt wird, fährt der Verschiebewagen auf die andere Seite der Papierbahn. Die Kreissäge schneidet währenddessen die laufende Papierbahn ab. Durch die Bewegung der Bahn und des Verschiebewagens entsteht ein spitziges Schnittbild.